# 제25회 유럽 영화상
제25회 유럽 영화상은 2012년 12월 1일에 열린 시상식이다.

## 수상 및 후보

### 유러피안 작품상
- 아무르 - 미카엘 하네케 수상
- 바바라 - 크리스티안 펫졸드
- 시저는 죽어야 한다 - 파올로 타비아니 외 1명
- 더 헌트 - 토마스 빈터베르그
- 셰임 - 스티브 맥퀸
- 언터처블: 1%의 우정 - 올리비에르 나카체 외 1명

### 유러피안 디스커버리상
- 카우보이 - 보드윈 쿨레 수상
- 브로큰 - 루퍼스 노리스
- 실종신고 - 얀 스펙켄바흐
- 테디 베어 - 매즈 매티슨
- 비밀의 문 - 안젤리나 니코노바

### 유러피안 감독상
- 아무르 - 미카엘 하네케 수상
- 원스 어폰 어 타임 인 아나톨리아 - 누리 빌게 제일란
- 셰임 - 스티브 맥퀸
- 시저는 죽어야 한다 - 파올로 타비아니 외 1명
- 더 헌트 - 토마스 빈터베르그

### 유러피안 여우주연상
- 아무르 - 엠마누엘 리바 수상
- 러빙 위드아웃 리즌 - 에밀리 드켄
- 바바라 - 니나 호스
- 파라다이스: 러브 - 마가렛 티에젤
- 대학살의 신 - 케이트 윈슬렛

### 유러피안 남우주연상
- 아무르 - 장-루이 트린티냥 수상
- 언터처블: 1%의 우정 - 프랑수아 클루제 외 1명
- 셰임 - 마이클 패스벤더
- 더 헌트 - 매즈 미켈슨
- 팅커 테일러 솔저 스파이 - 게리 올드만

### 유러피안 각본상
- 더 헌트 - 토마스 빈터베르그 수상
- 아무르 - 미카엘 하네케
- 신의 소녀들 - 크리스티안 문주
- 언터처블: 1%의 우정 - 올리비에르 나카체 외 1명
- 대학살의 신 - 로만 폴란스키 외 1명

### 유러피안 촬영상
- 셰임 - 숀 밥빗 수상
- 파우스트 - 브루노 델보넬
- 아무르 - 다리우스 콘지
- 원스 어폰 어 타임 인 아나톨리아 - 괴칸 티리아키
- 팅커 테일러 솔저 스파이 - 호이트 반 호이테마

### 유러피안 음악상
- 팅커 테일러 솔저 스파이 - 알베르토 이글레시아스 수상
- 로얄 어페어 - 시릴 오포트 외 1명
- 리 앤드 더 포이트 - francois couturier
- 앤젤스 셰어 - 조지 펜톤

### 유러피안 편집상
- 셰임 - 조 월커 수상
- 더 헌트 - 자너스 빌레스코브 젠슨 외 1명
- 시저는 죽어야 한다 - 로베르토 페르피그나니

### 유러피안 미술감독상
- 팅커 테일러 솔저 스파이 - 마리아 듀코빅 수상
- 로얄 어페어 - 니엘스 세제르
- 파우스트 - 예레나 주코바

### 유럽영화아카데미 평생공로상
- 베르나르도 베르톨루치 수상

### 유럽영화아카데미 애니메이션상
- 알로이스 네벨 - 토마스 루네크 수상
- 허당 해적단 - 피터 로드 외 1명
- 노인들 - 이그나시오 페레라스

### 유럽영화아카데미 다큐멘터리상
- 윈터 노매드스 - 마누엘 폰 스튀를러 수상
- 런던 - 더 모던 바빌론 - 줄리엔 템플
- Tea or electricity - jerome le maire

### 올해의 유러피안 공동제작상
- 헬레나 다니엘손 수상

### 유러피안 월드 시네마상
- Dame Helen Mirren 수상

### 관객상
- 나도 너처럼 - 제프리 엔트호벤 수상

### 유럽영화아카데미 단편영화-UI
- 슈퍼맨, 스파이더맨 오어 베트맨 - 튜도르 기유르규 수상
- The Ambassador & Me - Jan Czarlewski
- 더 백 오브 비욘드 - 마이클 레녹스
- 비스트 - 아틸라 틸
- 하우 투 픽 베리즈 - 엘리너 탈벤사아리
- 노출 - 알베르트 자클
- 모닝 오브 세인트 안토니스 데이 - 주앙 페드로 로드리게스
- 오브젝션 식스 - 롤랜도 콜라
- 아웃 오브 프레임 - 지오르고스 조이스
- 사일런트 - L. 레잔 예실바스
- 투모로우 윌 비 굿 - 폴린 게이
- 투 하츠 - 다렌 쏜톤
- 투 쉽스 - 저스틴 트리엣
- 빌라 안트로포프 - 카스파 앤시스